# Luigi Marrucci
Luigi Marrucci (Montescudaio, 24 marzo 1945 – Civitavecchia, 4 giugno 2023) è stato un vescovo cattolico italiano.

## Biografia
Nacque a Montescudaio, in provincia di Pisa e diocesi di Volterra, il 24 marzo 1945.

### Formazione e ministero sacerdotale
Dopo aver frequentato il seminario minore di Volterra, compì gli studi filosofico-teologici nel Pontificio seminario regionale "Pio XII" di Siena.
Il 29 giugno 1970 fu ordinato presbitero per la diocesi di Volterra.
Dopo l'ordinazione perfezionò la sua formazione liturgica a Roma presso il Pontificio ateneo Sant'Anselmo.
Tornato in diocesi, fu vicario cooperatore della parrocchia di San Giusto a Volterra, dal 1972 al 1973. Nominato parroco dei Santi Filippo e Giacomo in Jano di Montaione, fu trasferito nel 1975 alla parrocchia di Santa Maria Assunta a Castelnuovo d'Elsa di Castelfiorentino, dove rimase sino al 1985. Al contempo fu assistente diocesano dell'UNITALSI, dal 1977 al 1996, insegnante presso il seminario regionale di Siena, dal 1978 al 2001 e docente presso lo studio teologico di Firenze, dal 1981 al 1983.
Dal 1985 fu parroco di San Donato di Terricciola, fino al 1997, e segretario della Commissione liturgica regionale toscana, fino al 2001. Fu nominato assistente regionale dell'UNITALSI nel 1996 e mantenne l'incarico fino al 1998, quando divenne direttore spirituale del seminario regionale "Pio XII" di Siena; nel 2001 assunse l'incarico di vice assistente ecclesiastico nazionale dell'UNITALSI. Fu anche canonico abate del capitolo della cattedrale di Volterra.
Il 27 maggio 2004 fu insignito del titolo di cappellano di Sua Santità da papa Giovanni Paolo II.

### Ministero episcopale
Il 25 novembre 2010 papa Benedetto XVI lo nominò vescovo di Civitavecchia-Tarquinia; succedette a Carlo Chenis, deceduto il 19 marzo precedente. Il 29 gennaio 2011 ricevette l'ordinazione episcopale, nella basilica di San Giovanni in Laterano a Roma, dall'arcivescovo Luigi Moretti, co-consacranti i vescovi Alberto Silvani e Gino Reali. Il 19 febbraio seguente prese possesso della diocesi.
Dal 26 maggio 2011 al 28 settembre 2016 fu assistente ecclesiastico nazionale dell'UNITALSI.
Il 20 febbraio 2015 fu nominato membro ad quinquennium della Congregazione delle cause dei santi.
Il 24 marzo 2020, al compimento del 75º anno di età, annunciò alla diocesi che il 22 febbraio dello stesso anno papa Francesco aveva accolto la sua rinuncia, presentata il 2 febbraio per raggiunti limiti di età, chiedendogli di restare in carica fino alla nomina del successore. Il 18 giugno seguente gli succedette Gianrico Ruzza, fino ad allora vescovo ausiliare di Roma e titolare di Subaugusta. Rimase amministratore apostolico della diocesi fino all'ingresso del successore, avvenuto il 25 luglio seguente.
Il 4 giugno 2023 morì nella sua abitazione presso il santuario della Santissima Concezione a Civitavecchia, dove si era ritirato al termine del mandato episcopale. Dopo le esequie, celebrate il 7 giugno dal vescovo Gianrico Ruzza nella cattedrale di Civitavecchia, fu sepolto nello stesso edificio.

## Genealogia episcopale
La genealogia episcopale è:
- Cardinale Scipione Rebiba
- Cardinale Giulio Antonio Santori
- Cardinale Girolamo Bernerio, O.P.
- Arcivescovo Galeazzo Sanvitale
- Cardinale Ludovico Ludovisi
- Cardinale Luigi Caetani
- Cardinale Ulderico Carpegna
- Cardinale Paluzzo Paluzzi Altieri degli Albertoni
- Papa Benedetto XIII
- Papa Benedetto XIV
- Papa Clemente XIII
- Cardinale Bernardino Giraud
- Cardinale Alessandro Mattei
- Cardinale Pietro Francesco Galleffi
- Cardinale Giacomo Filippo Fransoni
- Cardinale Carlo Sacconi
- Cardinale Edward Henry Howard
- Cardinale Mariano Rampolla del Tindaro
- Cardinale Gennaro Granito Pignatelli di Belmonte
- Cardinale Pietro Boetto, S.I.
- Cardinale Giuseppe Siri
- Cardinale Giacomo Lercaro
- Vescovo Gilberto Baroni
- Cardinale Camillo Ruini
- Arcivescovo Luigi Moretti
- Vescovo Luigi Marrucci

## Araldica
| Stemma | Blasonatura |
| ------ | --- |
|        | D'azzurro, al chrismon accompagnato nel cantone destro del capo da una stella a otto punte: il tutto d'oro, e in punta da tre fasce diminuite ondate d'argento. |